# Callawayia
Genre
Callawayia est un genre éteint de grands ichthyosauriens, à corps allongé, appartenant à la famille des Shastasauridae. Il a vécu au Trias supérieur (Carnien et Norien) soit il y a environ entre 237 et 208 Ma (millions d'années). Leurs fossiles ont été retrouvés en Colombie britannique (Canada), dans la formation géologique de Pardonet et en Chine dans la formation de Xiaowa située dans la province de Guizhou. 

## Description
Ce sont des ichthyosauriens de taille moyenne avec un crâne long de 70 centimètres, terminé par un museau long et mince.

## Liste d'espèces
- † Callawayia neoscapularis (McGowan[4], 1994), (espèce type), [ex-Shastasaurus]
- † Callawayia wolonggangense (Chen et al.[3], 2007)